# Koháry Farkas
Gróf csábrági és szitnyai (korábban báró) Koháry Farkas (Csábrág, 1650. április 3. – Dombró, 1704) nagybirtokos, katona, főispán.

## Élete
Koháry István országbíró öccse 1650-ben Csábrág várában született Koháry István és gróf gyarmati Balassa Judit asszony negyedik gyermekeként. Egy ideig anyja felügyelete alatt nevelkedett, majd I. Lipót király kívánságára bátyjaival a Bécsi Egyetemen tanult. Tanulmányai befejezése után anyja mellett tartózkodott a csábrági várban. Bátyja fogsága alatt rá hárult a családi birtokok megvédésének, fenntartásának feladata. 1683-ban épp bátyja kiszabadításának érdekében Bécsben tartózkodott, amikor Kara Musztafa nagyvezér seregével a város ostromába kezdett. Farkas részt vett a császárváros védelmében. Az ostrom elmúltával visszatért Csábrág várába. Lipót király 1685-ben az nemrég elhunyt Balassa Bálint helyébe Hont vármegye főispánjává nevezte ki, és ugyanezen év július 15-én testvéreivel együtt grófi rangra emelte. 1686-ban Buda ostrománál a Hont és Nógrád megyei felkelt nemesi csapatok parancsnoka volt. 1687-ben vette feleségül Rechberg Mária Ludovika bárónőt. A boldog családi körből a szabadságharc riadója zavarta fel. II. Rákóczi Ferenc hadainak közeledtére ő is fegyvert fogott, de a zólyomi vereség hírére (1703. november 19.) Horvátországba rendelték, az ott kitört belzavarok lecsendesítésére. A következő évben Dombróban halt meg. Mivel fiútestvérei közül senkinek sem születtek utódai, így ő lett a család nevének egyedüli fenntartója. Feleségétől, Rechberg Mária Ludovika bárónőtől nyolc gyermeke született.

## Családja
1687-ben nőül vette Rechberg Mária Ludovika bárónőt, aki nyolc gyermekkel ajándékozta meg:
- Zsófia (?) férje: Karancs-berényi gróf Berényi Ádám
- György (1688-1716)
- János (1689-1717)
- András József (1694-1757)
- Ignác (?-1719)
- Borbála (1678-1761) férje: buzini gróf Keglevich Károly
- Éva (?-1750) férje: galánthai gróf Esterházy Antal
- Judit (?) férje: szalai báró Barkóczy György